# Za oblakami - nebo
Za oblakami - nebo (За облаками — небо) è un film del 1973 diretto da Jurij Pavlovič Egorov.

## Trama
Il film racconta di piloti e designer che, nel dopoguerra, sperimentarono la nuova tecnologia dei jet.